# Gambling with the Devil
Gambling with the Devil ist das zwölfte Studio-Album der Band Helloween. Es wurde 2007 von Steamhammer (SPV) veröffentlicht.

## Musikstil
Der Stil des Albums führt nicht die eingeschlagene Linie von Keeper Of The Seven Keys – The Legacy fort. Helloween knüpft teilweise eher an die härteren älteren Stücke an. Die einzelnen Stücke sind auch gezielt kürzer gehalten als bei den bombastischeren Vorgängeralben. Die Entwicklung geht wieder deutlich in Richtung Power Metal.

## Bedeutung
Das Album stellt eine Abkehr von der bisherigen Entwicklung dar und ist wieder deutlich härter gehalten. Die musikalische Stimmung ist merklich melancholischer und dunkler geworden.
Das Album war erneut ein großer Erfolg für die Band und erreichte in der ersten Woche Platz 38 der deutschen Album-Charts, Platz 3 in Japan und Platz 18 in Großbritannien. Die Akzeptanz unter Fans und Kritikern fiel größtenteils positiv aus, auch wenn es stellenweise Kritik an der Abkehr vom Melodic Metal / Progressive Metal gab.

## Titelliste
CD:
1. Crack the Riddle (Helloween) – 0:52
2. Kill it (Deris) – 4:13
3. The Saints (Weikath) – 7:06
4. As Long as I Fall (Deris) – 3:41
5. Paint a New World (Gerstner/Weikath) – 4:27
6. Final Fortune (Grosskopf) – 4:46
7. The Bells of the 7 Hells (Deris) – 5:22
8. Fallen to Pieces (Deris) – 5:52
9. I.M.E. (Deris) – 3:46
10. Can Do it (Weikath) – 4:30
11. Dreambound (Gerstner/Weikath) – 5:57
12. Heaven Tells no Lies (Grosskopf) – 4:46
13. We Unite (Grosskopf) – 6:56 (Bonus-Track Japan)

DVD (Bonus DVD, Ltd. Edition):
1. Find My Freedom (Grosskopf) – 6:30
2. See the Night (Grosskopf) – 6:10
3. As Long as I Fall (Deris) – 3:45 (Video)
4. EPK incl. Making Of (Helloween) – 5:55 (Video)

### Singleauskopplungen
- As Long as I Fall[7]
- Find My Freedom[1]

## Gastmusiker
- Gastsprecher bei Crack the Riddle: Biff Byford (Saxon)[3]